# Вулзли, Гарнет
Гарнет Джозеф Вулзли (Уолсли), 1-й виконт Вулзли (Уолсли) (с 28 сентября 1885) (Garnet Joseph Wolseley, 1st Viscount Wolseley) (4 июня 1833 — 25 марта 1913) — британский военачальник, фельдмаршал (26 мая 1894). Служил в Бирме, участвовал в Крымской войне, подавлении восстания сипаев, затем воевал в Китае, Канаде и Африке — блестяще провёл Ашантийскую кампанию (1873—1874) и войну против Египта (1882). С 1 ноября 1895 года по 3 января 1901 года был главнокомандующим британской армии.

## Биография
Гарнет Джозеф был старшим сыном майора британской армии Гарнета Джозефа Уолсли, который служил в 25-м пехотном полку Собственных Его Величества шотландских пограничников. Образование получил в Дублине, работал в геодезической службе (surveyor’s office).
Получил в 1852 году чин энсина (ensign) в 12-м пехотном полку (12th Foot) без покупки такового, в признание заслуг его отца. После был переведён в 80-й пехотный полк (80th Foot), в составе которого участвовал во 2-й Англо-бирманской войне. Во время сражения при Донабйу (Donabyu) 19 марта 1853 был серьёзно ранен в бедро; упоминался в донесениях, позже получил свою первую награду — Военную медаль офицеров-добровольцев. Был произведён в чин лейтенанта и по ранению был отправлен домой, где перевёлся в 90-й легко-пехотный полк (90th Light Infantry), квартировавший в Дублине.
Откомандированный затем в сапёрные войска, Вулзли посвятил себя изучению военно-инженерного дела и во время Крымской войны уже самостоятельно распоряжался работами по укреплению позиций, был тяжело ранен под Севастополем.
В 1857 году Вулзли принял участие в экспедиции в Китай, затем перевёлся в Индию и во время восстания сипаев находился в распоряжении генерала Кэмпбелла, участвуя с последним во взятии Люкнау; затем он был генерал-квартирмейстером в штабе генерала Гранта.
В 1860 году Вулзли участвовал в англо-французской экспедиции в Китае и в следующем году издал её описание.
В 1867 году он перевёлся в Канаду, где после удачной операции против ред-риверских индейцев был назначен генерал-квартирмейстером канадских войск.
В 1870 году Гарнет Вузли занял видный пост в составе военного министерства и стал деятельным сотрудником Кардуэлла по реформе военного ведомства.
В 1873 году Вулзли был назначен начальником экспедиции в страну Ашанти (Западная Африка), быстрое завладение которой принесло ему наибольшую славу. По возвращении, Вузли получил назначение генерал-инспектором колониальных войск.
В 1878 году он участвовал в оккупации Кипра и был назначен его губернатором, а в следующем году отправлен в Африку и после удачного похода против зулусов и базутов был назначен губернатором Наталя и Трансвааля.
В 1882 году Вулзли был назначен командующим войсками в Египте. Высадившись 15 августа в Александрии, Вулзли в одну неделю овладел всей линией Суэцкого канала и, дойдя 13 сентября до города Тель-эль-Кебира, разбил наголову  войска Араби-паши, затем занял Каир, взяв в плен Араби-пашу. За этот поход он получил 25 ноября 1882 года титул барона Каирского.
В 1884 году Вулзли командовал экспедицией, отправленной на выручку генерала Гордона, осажденного в Хартуме, но успеха не имел и вынужден был отступить в Верхний Египет.
В 1895 году был назначен главнокомандующим британской армии. 
В октябре 1900 года вышел в отставку. 
В 1901 году, после отъезда главнокомандующего фельдмаршала Робертса на театр войны с бурами, Вулзли был назначен его заместителем и вскоре получил сам звание фельдмаршала.
Гарнет Джозеф Вулзли умер 25 марта 1913 года в городе Ментона.

## Избранная библиография
- «Marley Castle» (1877),
- «The soldier’s pocket-book for field-service» (1856),
- «Narrative of the war in China 1860» (1862),
- «The system of field-manoeuvres» (1872)[2].

## Память
В честь Гарнета Вулзли был назван город Вулсли, расположенный на территории ЮАР.